# Julius Beck (Fußballspieler)
Julius Eskelund Beck (* 27. April 2005 in Haderslev) ist ein dänischer Fußballspieler.

## Karriere

### Verein
Beck begann seine Karriere bei SønderjyskE Fodbold. Im Mai 2021 debütierte er für die Profis von SønderjyskE in der Superliga. Bis zum Ende der Spielzeit 2020/21 kam er zu drei Einsätzen im dänischen Oberhaus. Im August 2021 wechselte Beck nach Italien zu Spezia Calcio, wo er zunächst für die U-19-Mannschaft spielte. Zur Saison 2022/23 rückte er anschließend in den Profikader des Erstligisten, für den er einmal in der Serie A spielte. Spezia stieg zu Saisonende aus dem italienischen Oberhaus ab.
Beck wechselte anschließend im September 2023 leihweise zurück nach Dänemark, wo er sich dem Aarhus GF anschloss. Für Aarhus lief er während der Leihe aber nur siebenmal in der Superliga auf. Im September 2024 folgte die nächste Dänemark-Leihe, diesmal zog es ihn zu Zweitliga-Aufsteiger Esbjerg fB. Für Esbjerg absolvierte er 19 Partien in der 1. Division, in denen er dreimal traf. Bereits im Februar 2025 verpflichtete ihn der Zweitligist fest aus Italien.
Zur Saison 2025/26 wechselte der Mittelfeldspieler zum österreichischen Bundesligisten SK Sturm Graz.

### Nationalmannschaft
Beck spielte im Oktober 2020 erstmals für eine dänische Jugendnationalauswahl. Mit dem U-17-Team nahm er 2022 an der EM teil. Beck führte Dänemark beim Turnier als Kapitän an und absolvierte alle vier Partien, die Dänen schieden im Viertelfinale aus.